# Nana Oforiatta Ayim
Pour les articles homonymes, voir Ayim.
Nana Oforiatta Ayim est une écrivain, historienne de l'art et cinéaste britannique-ghanéenne.

## Enfance
Oforiatta Ayim est née dans une famille appartenant à la chefferie ghanéenne ; son grand-père maternel, Nana Sir Ofori Atta I, était le roi régnant d' Akyem Abuakwa à l'époque pré-indépendance. Ses héritiers directs, les Ofori-Attas (en), sont maintenant la famille politique la plus puissante du Ghana.
Oforiatta Ayim a été élevée principalement en Grande-Bretagne et en Allemagne, mais elle a également régulièrement visité sa patrie ancestrale au Ghana. Après avoir fréquenté un certain nombre d'écoles primaires, elle a obtenu un baccalauréat et une maîtrise et (en 2017) préparait un doctorat en langues et cultures africaines à l'université de Londres.

## L'écriture
Son premier roman The God Child été publié par Bloomsbury Publishing en 2019. L'écrivain Ayesha Harruna Attah décrit le livre comme un « début expansif et contemplatif, les thèmes de l'art, de l'histoire, de la littérature, du cinéma et de l'héritage s'entremêlent avec le passage à l'âge adulte de Maya ». Dans le New York Times, Tope Folarin (en) écrit: « Ceci est une histoire qui est obsédée par les histoires; en effet, "The God Child" pourrait être décrit comme une série de courtes fictions brusquement dessinées, chacune un épisode en soi, chacune seulement connectée d'un coup d'œil aux autres… En lisant ce livre, avec tous ses sauts dans le temps et dans l'espace, j'ai parfois eu le sentiment qu'un autre récit se déroulait juste sous la surface du texte, une autre histoire que les personnages que je lisais habitaient simultanément … Les migrations de Kojo et Maya les ramènent finalement au Ghana, où ils espèrent trouver le matériel dont ils ont besoin pour achever leur histoire, des années de préparation. Une histoire qui, comme celle-ci, illuminera l'histoire du Ghana; une histoire qui amadouera quelque chose d'entier des parties brisées de leur vie ». Dans The Guardian, Sarah Ladipo Manyika (en) écrit: « À ce jour, il n'y a que quelques œuvres de fiction qui explorent l'expérience africaine en Europe continentale et juste une poignée abordent l'expérience afro-allemande, donc le livre d'Ayim est important pour aider à remplir cette écart. Alors que nous entendons Maya réfléchir à l'idée de Goethe de Weltliteratur et réfléchir à quel point la littérature mondiale manque réellement, des livres comme "The God Child" ont le potentiel de l'enrichir et, selon les mots de Berger, d'apporter de nouvelles façons de voir ».

## Histoire de l'art
Elle a écrit de nombreux articles sur les récits culturels, les histoires et les institutions en Afrique. Elle intervient régulièrement sur la décolonisation des savoirs et des musées,,,,,,. À cette fin, elle a créé une Encyclopédie culturelle panafricaine,,,,. Le New York Times écrit: «L'encyclopédie consistera en une plate-forme Internet open source pour documenter les arts et la culture africains passés, présents et futurs (à commencer par le Ghana) et sera finalement publiée en 54 volumes, un pour chaque pays. Entreprise ambitieuse, l'Encyclopédie culturelle vise à changer les perceptions du continent et à atténuer la frustration des producteurs culturels africains inquiets de voir leurs riches histoires perdues ou oubliées au fil des décennies faute de bonnes archives". Elle a également créé un nouveau type de musée "mobile",,,. Dans The Guardian, Charlotte Jansen écrit: "Ayim a dit qu'elle avait commencé à réfléchir sur le modèle du musée en Afrique alors qu'elle travaillait au British Museum. Frappée par la façon dont les objets africains étaient rencontrés différemment dans les vitrines au Royaume-Uni et par la façon dont ils étaient activement utilisés dans les festivals chez eux, elle a commencé à réfléchir à la façon dont la culture matérielle pouvait être préservée et présentée d'une manière plus conforme aux traditions locales". Après avoir organisé les premières expositions institutionnelles de plusieurs artistes ghanéens, dont James Barnor, Felicia Ansah Abban , et Ibrahim Mahama,, elle a organisé l'exposition très appréciée Ghana Freedom (en) en tant que tout premier pavillon du Ghana au 2019 Biennale de Venise,,,,,,. Dans une interview accordée au Financial Times  Ayim a déclaré: "On a parfois l'impression que tout se passe dans la diaspora. C'est important et cela fait partie de qui nous sommes. Mais maintenant, nous devons nous concentrer sur l'évolution du travail sur notre continent". Elle est la fondatrice de l'ANO Institute of Arts & Knowledge à Accra, et a déclaré que "comme beaucoup de personnes impliquées dans le travail créatif au Ghana et dans d'autres parties de l'Afrique, il semble que ce n'est pas juste assez pour nous de produire, mais que nous devons fournir le contexte et les paradigmes de cette production" .

## Films
Elle est devenue cinéaste après avoir travaillé avec l'économiste Thi Minh Ngo et le cinéaste Chris Marker sur une nouvelle traduction de son film de 1954 Statues Also Die . Les films d'Oforiatta Ayim sont un croisement de fiction, essai de voyage et documentaire et ont été montrés dans des musées tels que The New Museum, la Tate Modern,, Kunsthall Stavanger, et le Los Angeles County Museum of Art (LACMA),.

## Prix et distinctions
Oforiatta Ayim est lauréate du prix Art & Technology Award 2015 de LACMA  et du prix AIR 2016, qui « cherche à honorer et à célébrer des artistes africains extraordinaires qui se sont engagés à produire des œuvres provocantes, innovantes et socialement engageantes ». Elle a été nommée l'une des Apollo "40 under 40", comme « l'une des jeunes les plus talentueux et les plus inspirants qui font avancer le monde de l'art aujourd'hui », un Quartz Africa Innovator, pour « trouver de nouvelles approches et principes pour s'attaquer à bon nombre des défis insurmontables rencontrés sur le continent », un des 50 pionniers africains par The Africa Report, une des douze femmes africaines marquant l'histoire en 2016 et l'une des 100 femmes « construisant des infrastructures, à la fois littéralement et métaphoriquement, pour les générations futures en Afrique et dans la diaspora » en 2020 par OkayAfrica,. Elle est la première récipiendaire de l'Open Society Foundations Art Fellowship  et une boursière Global South Visiting à l'université d'Oxford.

## Voir également